# Męcina Mała
Męcina Małun [mɛnˈt͡ɕina ˈmawa] es un pueblo ubicado en el distrito administrativo de Gmina Sękowa, dentro del condado de Gorlice, Voivodato de Pequeña Polonia, en Polonia del sur, cercano a la frontera con Eslovaquia. Se encuentra aproximadamente a 4 kilómetros al noreste de Sękowa, a 7 kilómetros al sureste de Gorlice, y a 106 kilómetros al sureste de la capital regional Cracovia.
El pueblo tiene una población de 260 habitantes.